# Volgas føderale distrikt
Volgas føderale distrikt (russisk: Приво́лжский федера́льный о́круг) Privolžskiy federalnyj okrug er et af de syv føderale distrikter i Rusland. Distriktet udgør den sydøstligeste del af den europæiske del af Rusland. Distriktet har en befolkning på 31.154.744 (2002) personer og en størrelse på 1.038.000 km². Mikhail Babitj (Forenede Rusland) blev udnævnt til Præsidentiel udsending i det føderale distrikt den 15. december 2011. Det administrative center for det føderale distrikt er placeret i Nisjnij Novgorod.

## Volgas føderale distrikt består af
| 1. Republikken Basjkortostan 2. Republikken Tjuvasjien 3. Kirov oblast 4. Republikken Marij El 5. Republikken Mordovija 6. Nizjnij Novgorod oblast 7. Orenburg oblast 8. Pensa oblast 9. Perm kraj 10. Samara oblast 11. Saratov oblast 12. Republikken Tatarstan 13. Republikken Udmurtien 14. Uljanovsk oblast |

Distriktet er fordelt på tre økonomiske regioner:
- Volga-Vjatkas økonomiske region omfatter Tjuvasjien, Kirov, Marij El, Mordovija og Nizjnij Novgorod.
- Urals økonomiske region omfatter Basjkortostan, Orenburg, Perm og Udmurtien, samt dele af Urals føderale distrikt
- Volgas økonomiske region omfatter Penza, Samara, Saratov, Tartarstan og Uljanovsk, samt dele af Sydlige føderale distrikt

## Eksternt henvisninger
- Volga føderale distrikt. (engelsk)

56°20′N 44°00′Ø / 56.33°N 44°Ø